# Giro dell'Emilia 1943
Il Giro dell'Emilia 1943, trentesima edizione della corsa, si svolse il 2 maggio 1943 su un percorso di 138 km con partenza e arrivo a Bologna. Fu vinto dall'italiano Nedo Logli, che completò il percorso in 3h54'00" precedendo i connazionali Primo Zuccotti e Elio Bertocchi. Conclusero la prova, aperta a professionisti e dilettanti, 21 dei 29 ciclisti al via.

## Percorso
Dopo il via da Bologna, la corsa si avviò verso l'Appennino modenese superando nell'ordine Zola Predosa, Vignola, Marano sul Panaro e la salita di Sant'Antonio a Pavullo nel Frignano; da qui discesa e rientro sulla via Emilia a Modena, proseguendo quindi verso Bologna, con il traguardo finale posto in via Timavo.

## Ordine d'arrivo (Top 10)
| Pos. | Corridore           | Squadra         | Tempo    |
| ---- | ------------------- | --------------- | -------- |
| 1    | Nedo Logli          | -               | 3h54'00" |
| 2    | Primo Zuccotti      | Mil. Contraerei | s.t.     |
| 3    | Elio Bertocchi      | Legnano         | s.t.     |
| 4    | Ennio Nardini       | -               | s.t.     |
| 5    | Enzo Desideri       | -               | s.t.     |
| 6    | Primo Volpi         | S.S. Tempora    | s.t.     |
| 7    | Ascanio Arcangeli   | -               | s.t.     |
| 8    | Gelsomino Locatelli | U.C. Bergamasca | s.t.     |
| 9    | Mario Cipriani      | -               | a 1'50"  |
| 10   | Alfredo Martini     | Bianchi         | s.t.     |